# کشتی در المپیک تابستانی ۱۹۱۲
کشتی در بازی‌های المپیک تابستانی ۱۹۱۲ نام رویداد ورزش کشتی در بازی‌های المپیک تابستانی بود که در سال ۱۹۱۲ برگزار شد.

## مدال‌آوران

### فرنگی مردان
| بازی‌ها            | طلا                     | نقره                          | برنز                        |
| Featherweight     | کارلو کوسکلو · فنلاند   | گئورگ گرستاکر · آلمان         | اوتو لاسانن · فنلاند        |
| Lightweight       | امیل ارنست وار · فنلاند | گوستاف مالمستروم · سوئد       | ادوین ماتیاسون · سوئد       |
| Middleweight      | کلاوس یوهانسون · سوئد   | مارتین کلین · امپراتوری روسیه | آلفرد آسیکاینن · فنلاند     |
| Light Heavyweight | مدال داده نشد           | آندرس آلگرین · سوئد           | بلا وارگا · مجارستان        |
| Light Heavyweight | مدال داده نشد           | ایوار بولینگ · فنلاند         | بلا وارگا · مجارستان        |
| Heavyweight       | اویو سارلا · فنلاند     | یوهان اولین · فنلاند          | سورن مارینوس ینسن · دانمارک |

## جدول مدال‌ها
| رتبه | کشور           | طلا | نقره | برنز | مجموع |
| ۱    | فنلاند (FIN)   | ۳   | ۲    | ۲    | ۷     |
| ۲    | سوئد (SWE)     | ۱   | ۲    | ۱    | ۴     |
| ۳    | آلمان (GER)    | ۰   | ۱    | ۰    | ۱     |
| ۳    | روسیه (RUS)    | ۰   | ۱    | ۰    | ۱     |
| ۵    | دانمارک (DEN)  | ۰   | ۰    | ۱    | ۱     |
| ۵    | مجارستان (HUN) | ۰   | ۰    | ۱    | ۱     |

## کشورهای شرکت‌کننده
در مجموع ۱۷۰ کشتی‌گیر از ۱۸ کشور در مسابقات کشتی بازی‌های المپیک تابستانی ۱۹۱۲ استکهلم شرکت کرده‌اند:
- اتریش (۸)
- بلژیک (۱)
- بوهم (۴)
- دانمارک (۹)
- فنلاند (۳۷)
- فرانسه (۶)
- آلمان (۱۴)
- بریتانیای کبیر (۱۲)
- یونان (۱)
- مجارستان (۱۰)
- ایسلند (۱)
- ایتالیا (۶)
- هلند (۳)
- نروژ (۹)
- پرتغال (۲)
- امپراتوری روسیه (۱۱)
- سوئد (۳۴)
- ایالات متحده آمریکا (۲)